# Burton (Michigan)
Burton é uma cidade localizada no estado americano de Michigan, no Condado de Genesee.

## Demografia
Segundo o censo americano de 2000, a sua população era de 30.308 habitantes. 
Em 2006, foi estimada uma população de 30.875, um aumento de 567 (1.9%).

## Geografia
De acordo com o United States Census Bureau tem uma área de 
60,8 km², dos quais 60,8 km² cobertos por terra e 0,0 km² cobertos por água.

## Localidades na vizinhança
O diagrama seguinte representa as localidades num raio de 16 km ao redor de Burton. 